# Colheita

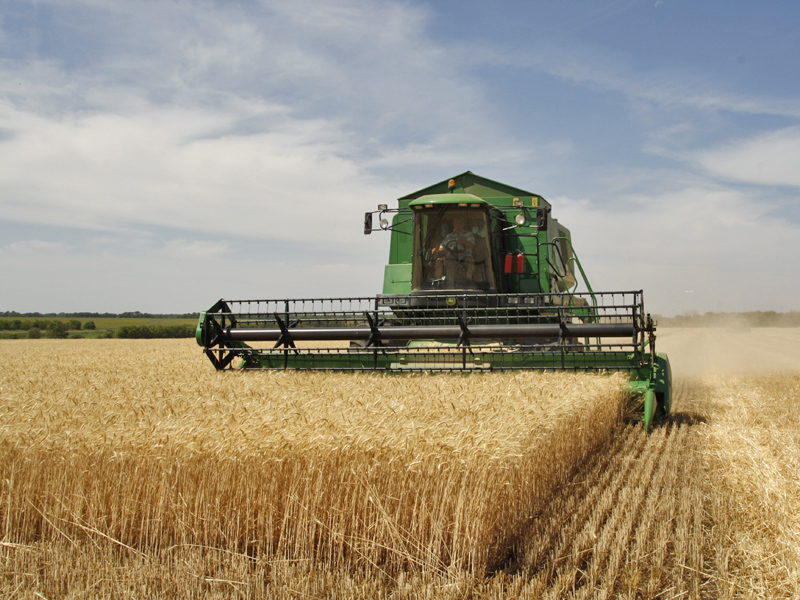
Colheita no Oblast de Volgogrado, Rússia

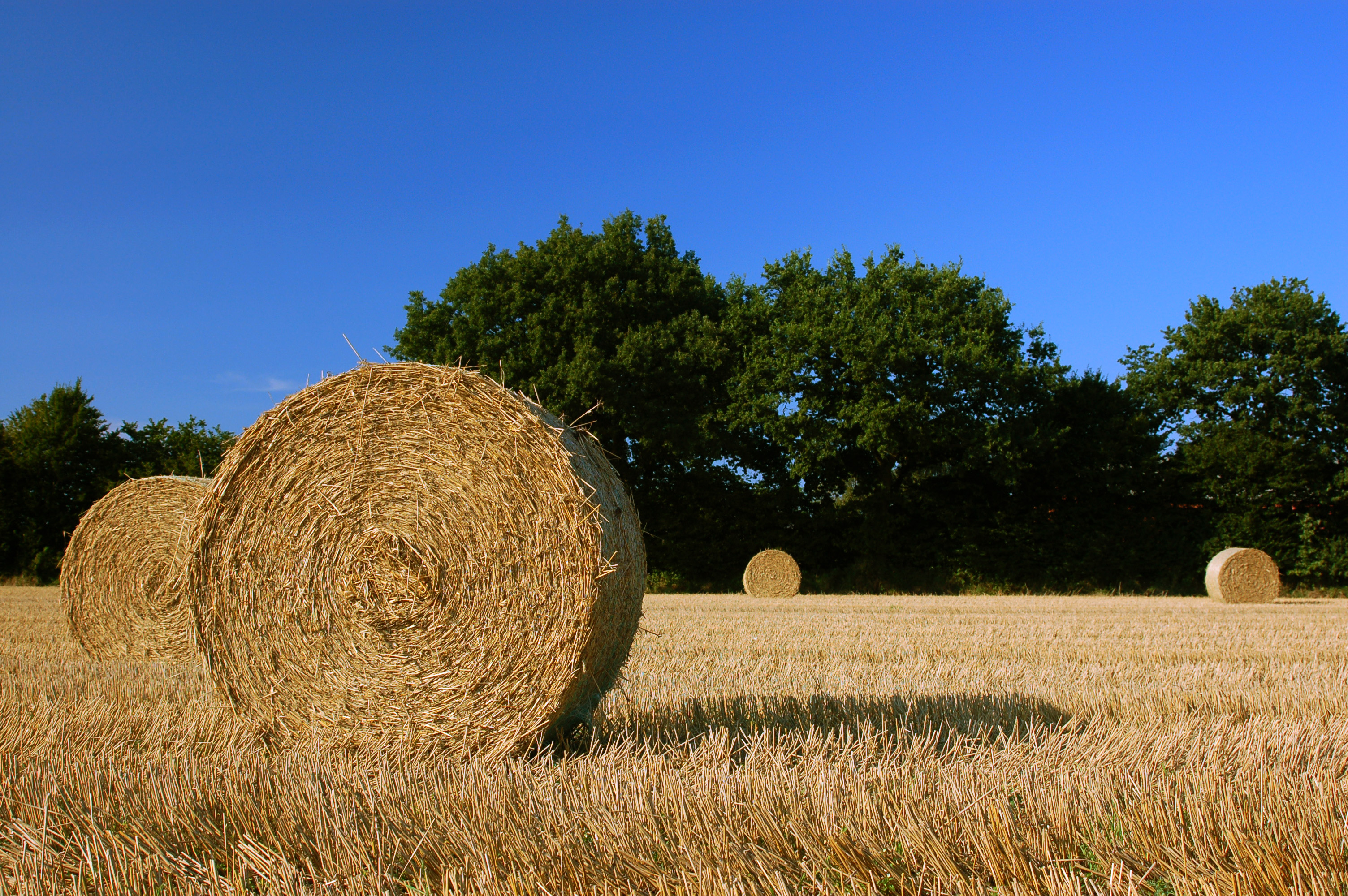
Palha de feno num campo de Eslévico-Holsácia, Alemanha.

Colheita é o processo de coleta de plantas, animais e fungos como alimento, em destaque o processo de coleta de safras maduras. "A colheita" também se refere às safras coletadas. Colher é o corte de grãos ou leguminosas para colheita, normalmente com o uso de gadanhas, foices ou ceifadeiras. Em explorações agrícolas mais pequenas com pouco uso de mecanização, a colheita é a atividade mais intensiva em mão-de-obra da estação de cultivo. Nas grandes fazendas mecanizadas, a colheita utiliza máquinas agrícolas, como a colheitadeira. A automação aumentou a eficiência de ambos os processos de semeadura e colheita. Equipamentos especializados de colheita, que utilizam esteiras transportadoras para uma pegada suave e transporte em massa, substituem a tarefa manual de retirada manual de cada muda. O termo "colheita" em uso geral pode incluir o manuseio imediato pós-colheita, incluindo limpeza, triagem, embalagem e resfriamento.
A conclusão da colheita marca o fim da estação de cultivo, ou do ciclo de cultivo de algum plantio específico, e a importância social deste evento o torna foco de celebrações sazonais, como festivais da colheita, percebidos em muitas culturas e religiões.

## Etimologia
A origem da palavra "colheita" pode ser rastreada até o verbo reconstruído *kelə- ou *kel- no Protoindo-europeu. Presume-se que o verbo tivesse o significado de "reunir" ou "juntar".
O verbo latino "colligĕre", cuja forma substantiva "colēcta" deu origem à palavra atual "colheita", é formado pelo prefixo "com-" (que indica uma ideia de "junto" ou "reunião") e pelo verbo "ligĕre" (que significa "escolher" ou "vincular"). Portanto, "colligĕre" passava o significado de "recolher", "colher" ou "juntar".
Na evolução da língua latina para o português, o termo "colēcta" passou a ser utilizado para se referir ao ato de recolher os frutos ou produtos da terra quando estes estão maduros e prontos para serem utilizados. “Colheita” também foi verbalizado: “Colher” (colher e armazenar a colheita). As pessoas que colhem e os equipamentos que colhem são "colhedores"; enquanto fazem isso, eles estão "colhendo".

## Quebra de Safra
Quebra de safra (também conhecida como fracasso da colheita) é a ausência ou grande diminuição do rendimento de uma colheita em relação à expectativa, podendo ser causada por plantas danificadas, mortas, destruídas, ou afetadas de alguma forma a não conseguir formar frutos, sementes ou folhas comestíveis. em sua quantidade esperada.
Quebras de colheita podem ser causadas por eventos catastróficos, como surtos de doenças de plantas (como ocorrido durante a Grande Fome na Irlanda), erupções vulcânicas (como durante o Ano Sem Verão ), chuvas fortes, tempestades, inundações ou secas, ou por processos lentos e cumulativos: efeitos da degradação do solo, salinização demasiada do solo, erosão, desertificação, por resultado de drenagem, irrigação, sobrefertilização ou sobre-exploração .
Na história, quebras de colheitas e subsequentes crises de fome desencadearam migração humana, êxodo rural, etc.
A proliferação de monoculturas industriais, com a redução de diversidade de culturas e a dependência da utilização intensiva de fertilizantes e pesticidas artificiais, ocasionou a solos sobre-explorados a um ponto quase incapaz de regeneração. Ao longo dos anos, agricultura insustentável em terras degradadas afeta a fertilidade do solo e diminui o rendimento das colheitas. Com uma população mundial em constante aumento e crescentes demandas por alimento, mesmo uma ligeira diminuição dos rendimentos agrícolas já equivale a um fracasso parcial da colheita. No entanto, fertilizantes podem evitar, em primeiro lugar, a necessidade de regeneração do solo enquanto que o comércio internacional pode impedir que as más colheitas locais se transformem em crises de fome.

## Outros usos

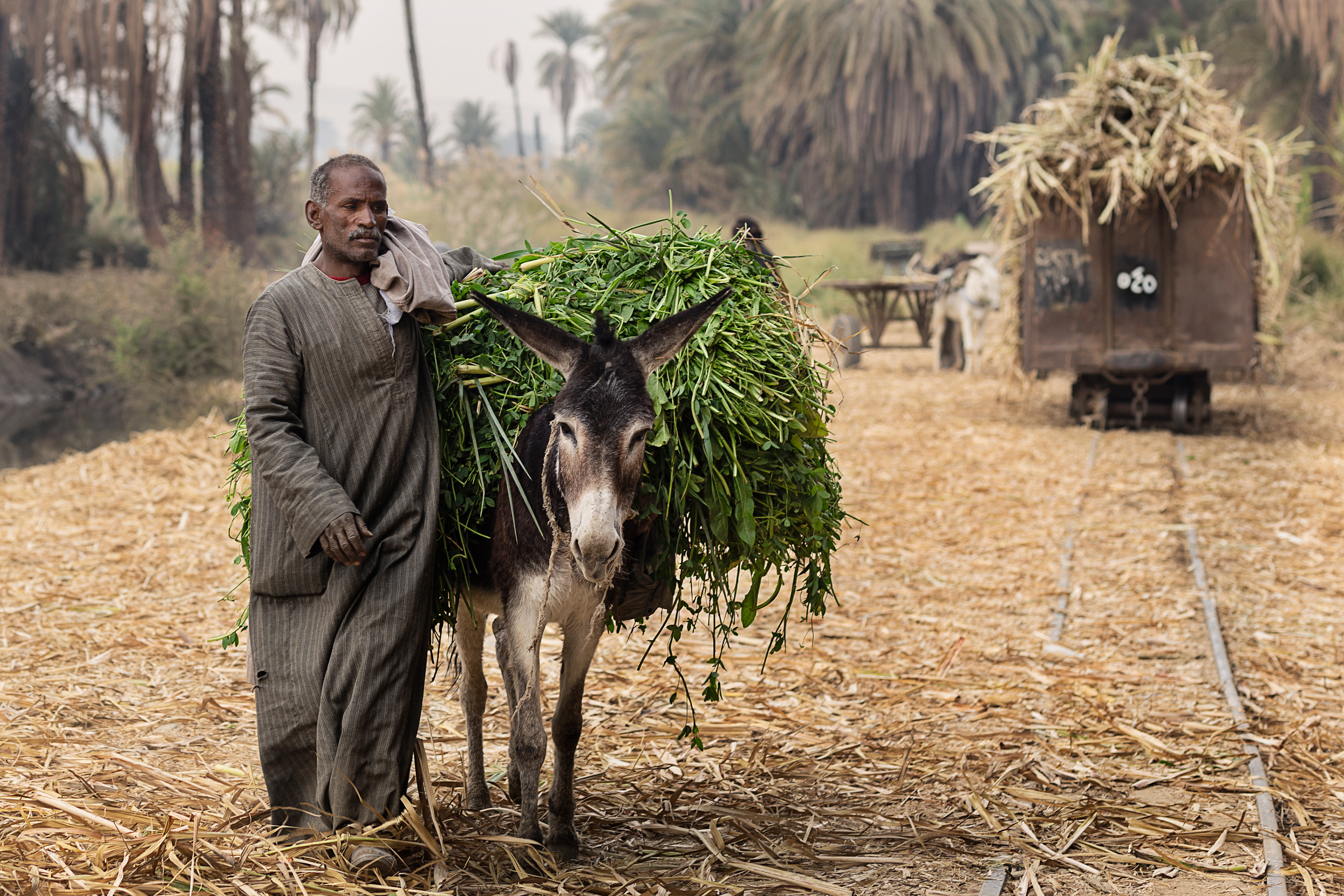
Algumas pessoas usam seus próprios animais para colher suas colheitas

A colheita geralmente se refere a grãos e produtos agrícolas, mas também tem outros usos: pesca e extração de madeira podem também ser chamadas de colheita. O termo colheita também é utilizado em referência à colheita de uvas para vinho, juntamente ao termo vindima. Colheita silvestre refere-se à coleta de plantas e outros suprimentos para o consumo que não foram cultivados. No contexto da irrigação, captação de água refere-se à coleta do escoamento de água da chuva para uso agrícola ou doméstico. Em vez de colheita, o termo exploração também pode ser usado, como na exploração da pesca ou de recursos hídricos. A colheita de energia é o processo de captura e armazenamento de energia (como energia solar, energia térmica, energia eólica, gradientes de salinidade e energia cinética ) que de outra forma ficaria inexplorada. Colheita de corpos, ou colheita de cadáveres, é o processo de coleta e preparação de cadáveres para estudos anatômicos. No mesmo sentido, colheita de órgãos é a remoção de tecidos ou órgãos de um doador para fins de transplante.
Num sentido econômico, a palavra “colheita” é um princípio conhecido como evento de saída ou evento de liquidez. Por exemplo, caso uma pessoa ou empresa se retirasse de uma posição de propriedade numa empresa ou eliminasse o seu investimento em algum produto, isso é conhecido como uma estratégia de colheita.
Colheita ou colheita doméstica no Canadá refere-se à caça, pesca e coleta de plantas pelas Primeiras Nações, Métis e Inuítes em discussões sobre direitos indígenas ou de tratados . Por exemplo, no Acordo de Reivindicação de Terras do povo Gwich'in, é dado que "a colheita significa a coleta, a caça, a captura ou a pesca...". Da mesma forma, no Acordo de Reivindicação de Terras e Soberania do povo Tlicho, "'Coleta' significa, em relação à vida selvagem, a caça, a captura ou a pesca e, em relação com as plantas ou árvores, o recolhimento ou o corte."

## Galeria

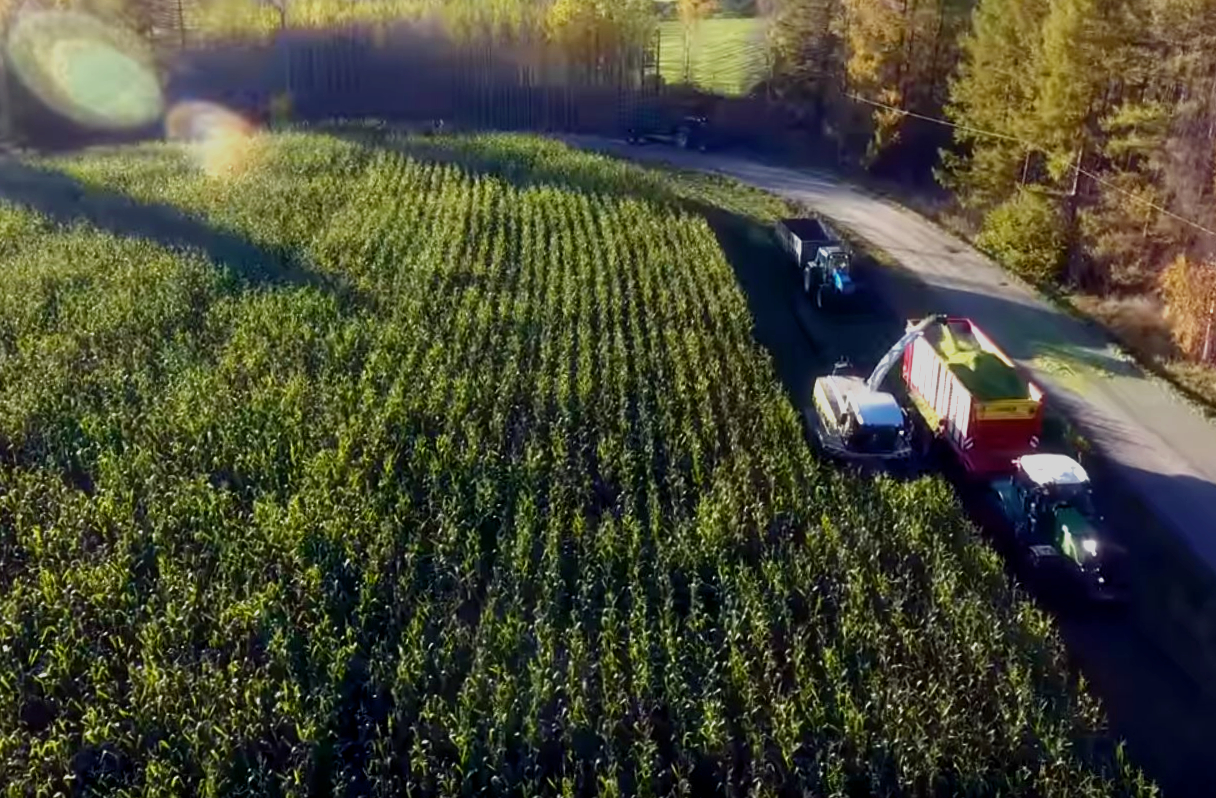
Colheita de milho em Rantasalmi, Savônia do Sul, Finlândia
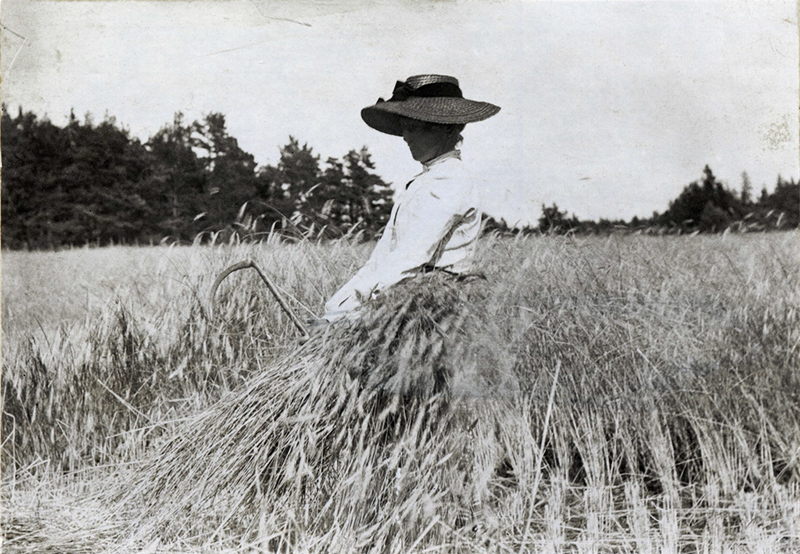
Colheita de centeio em Gotlândia, Suécia, 1900–1910.
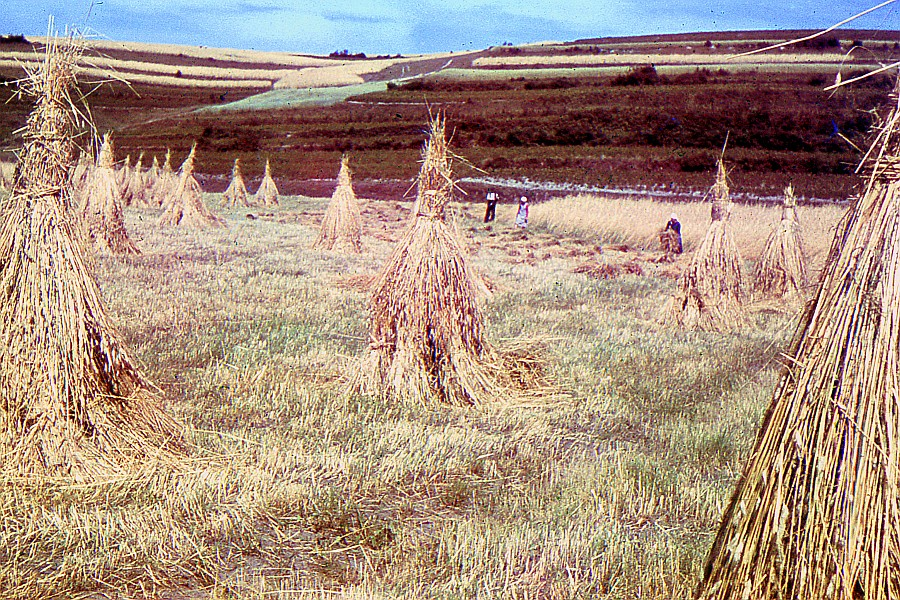
Colheita na Polônia, 1938 (Agfacolor).
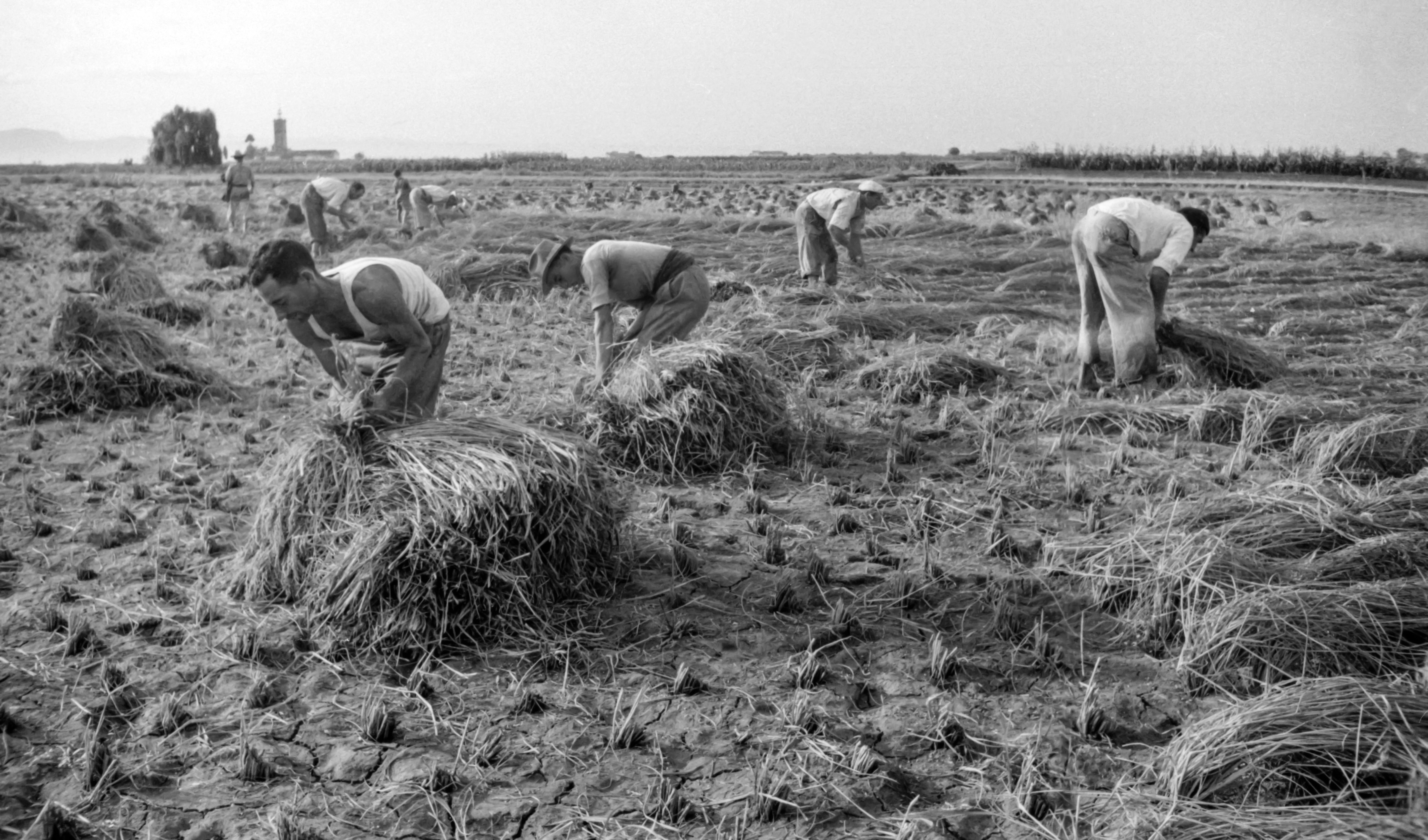
Colheira de arroz em Alginet, Valência, 1953.
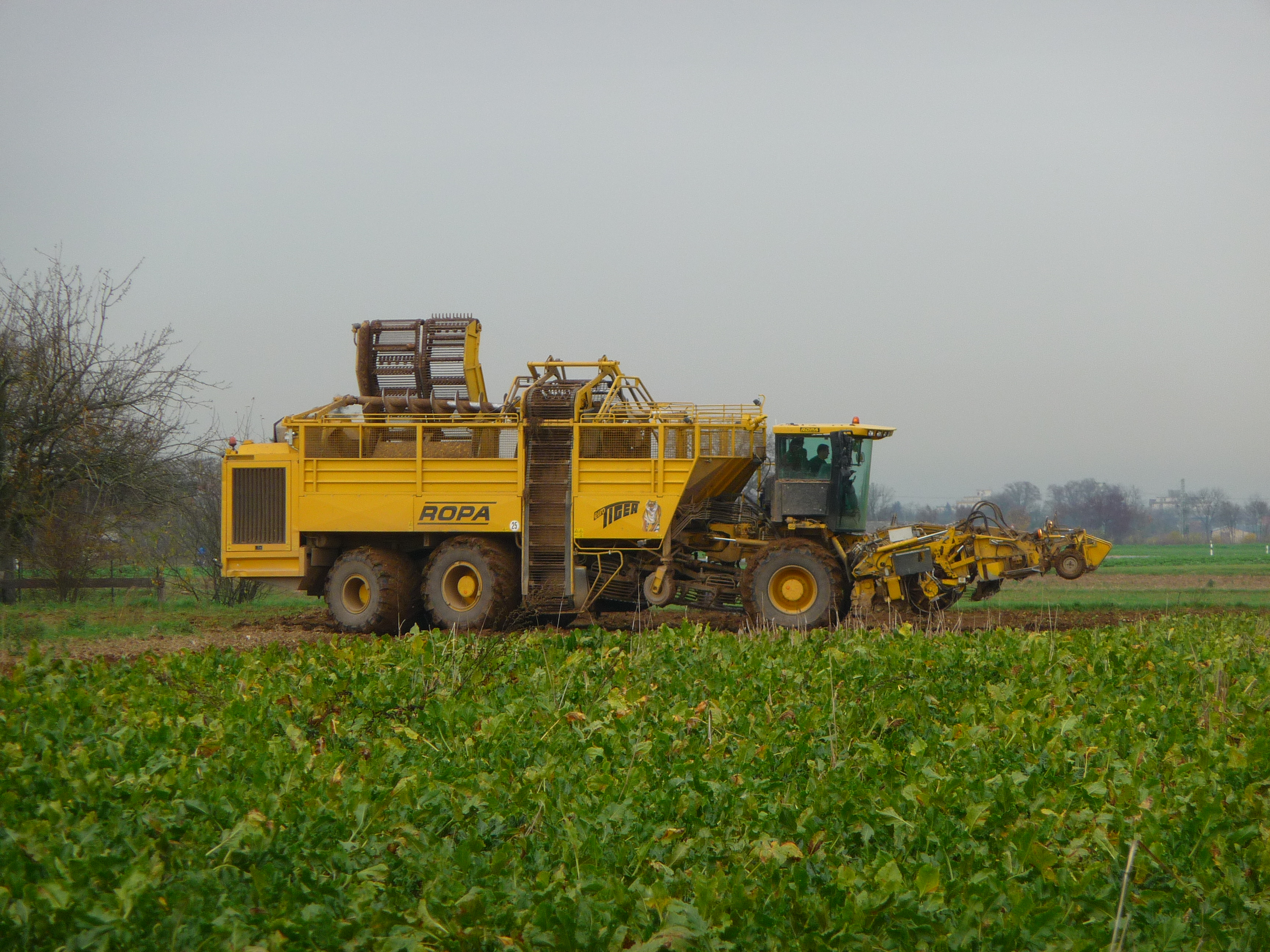
Colheitadeira de betterraba. Bade-Vurtemberga, Alemanha.

## Links externos
- A definição de dicionário de Colheita no Wikcionário
- O Wikiquote possui citações de ou sobre: Colheita